# Sand to Snow National Monument
Sand to Snow National Monument is een nationaal monument opgericht in 2016 in het zuiden van de Amerikaanse staat Californië. Het omvat 62.000 hectare in San Bernardino County en het noorden van Riverside County. Het natuurgebied beschermt berg- en woestijnhabitats in de San Bernardino Mountains, de zuidelijke Mojavewoestijn en de noordwestelijke Coloradowoestijn. Sand to Snow National Monument vervolledigt de ecologische verbinding tussen San Bernardino National Forest, San Gorgonio Wilderness, Joshua Tree National Park en Bighorn Mountain Wilderness. Het natuurgebied grenst verder aan het reservaat van de Morongo-indianen.
Het nationaal monument werd op 12 februari 2016 in het leven geroepen door president Barack Obama, tegelijkertijd met Castle Mountains National Monument en Mojave Trails National Monument, eveneens in Californië. Het beheer is in handen van het Bureau of Land Management en de United States Forest Service. Het westelijk deel van Sand to Snow National Monument valt eveneens binnen de grenzen van het San Bernardino National Forest.